# Ruská vlajka

Ruská vlajka
Poměr stran: 2:3

Ruská námořní válečná vlajka
Poměr stran: 2:3

Vlajka Ruska je trojbarevná trikolóra tvořená třemi vodorovnými pruhy se stejnou šířkou bílé, modré a červené barvy. Vlajka má poměr stran 2:3.

## Symbolika
V 19. století přebírala slovanská národní hnutí symboliku Ruska, jediného tehdy samostatného slovanského státu, a barvy ruské vlajky, bílá, modrá a červená začaly být tehdy považovány za panslovanské barvy.
Na ruské vlajce je jednotlivým barvám přisuzován následující význam:
- Bílá symbolizuje mír, čistotu, neposkvrněnost, dokonalost a svobodu.
- Modrá představuje stálost, víru, věrnost a Bohorodičku.
- Červená je symbolem energie, síly, krve prolité za vlast a absolutistické vlády.

Tyto barvy patřily původně Moskvě.[zdroj?]

## Historie
Do začátku 17. století Rusko nemělo jednotnou státní vlajku. Počátky jejího vzniku se datují do období cara Alexeje I., kdy v roce 1668 byla vypuštěna první vojenská loď Orel.
Nizozemský stavitel lodě se obrátil na šlechtickou dumu s prosbou, aby jeho loď mohla plout na palubě s nizozemskou vlajkou, tak jak to bývalo zvykem u lodí z jiných zemí. Car na jeho prosbu odpověděl kladně, dokonce se jí nechal inspirovat. Po návštěvě západní Evropy se rozhodl zavést obměnu nizozemské vlajky jako civilní vlajku pro ruské lodě.
Byla to horizontální bílo-modro-červená trikolóra, která byla vybraná na základě výběru Alexeje I. Tato vlajka byla oficiálně uznaná v roce 1799. Právě tyto barvy měly symbolizovat ruské národní barvy, které byly zastoupené i ve znaku Moskvy. Bílo-modro-červená trikolóra jak píše Alexander Putjatin ve své práci O ruské národní vlajce se stala „historicky první státní vlajkou v dějinách Ruska“. Od této chvíle měla velký vliv na ostatní východoevropské země, které se v 19. století obracely k Rusku o pomoc v národně-osvobozovacích povstáních. Od té doby se tyto barvy nazývají panslovanskými barvami.

### Hypotézy o původu vlajky
Ruští historici zastávají několik názorů na původ ruské státní vlajky:
- Autor díla Úryvky ruských námořních dějin F. F. Veselago vychází z toho, že barvy použité na lodi Orel pocházejí od nizozemských stavitelů lodě. Na základě tohoto faktu můžeme s velkou mírou usuzovat, že tehdejší ruská vlajka se podobala nizozemské vlajce a byla bílo-modro-červená.[2] Důkazem jeho tvrzení je i to, že pro svého syna – budoucího ruského panovníka Petra I. Velikého – dal vyrobit štíty s bílo-modro-červenými vlajkami.
- S tímto tvrzením nesouhlasí druhý významný historik námořnictví P. I. Belavecev. Ve své práci Barvy ruské státní vlajky se opírá o známou kresbu Obsazení pevnosti Azov z roku 1696 od nizozemského malíře Adriaana Schoonebeeka. Na tomto obraze mají ruské vlajky podobu čtverců rozdělených křížem na stejné části. Ale obsazení pevnosti se datuje do období Petra I. K tomuto období se váže i první zmínka o ruské bílo-modro-červené vlajce velmi blízké k dnešní podobě vlajky Ruska.

### Vlajka Moskevského cara

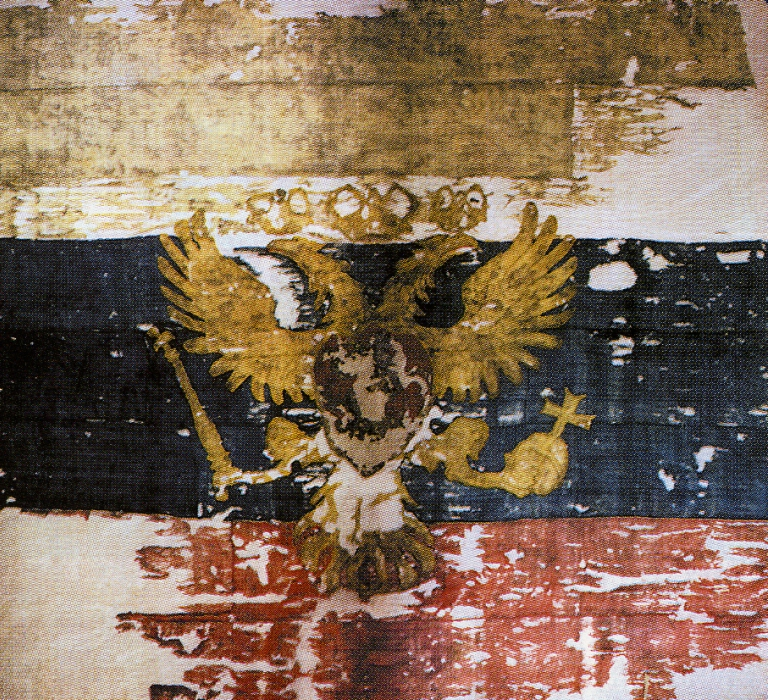
Carská vlajka vztyčená poprvé 1693

Poprvé v dějinách Ruska byla carská standarta Ruského impéria Petra I. tzv. vlajka moskevského cara vztyčená 6. srpna 1693 během jeho plavby po Bílém moři.
Ve středu bílo-modro-červené trikolóry byl umístěný zlatý dvojhlavý orel. Tato vlajka se od té doby používala jako námořní vlajka Ruska a také jako státní vlajka Ruského impéria.
V letech 1699–1700 Petr I. vypracoval nové varianty vojensko-námořní vlajky. Dne 20. ledna 1705 vydal zákon, podle kterého byli všichni obchodníci povinni se svými obchodními loděmi plavat pod bílo-modro-červenou ruskou trikolórou. Tato vlajka se na vojenských lodích používala do roku 1721, kdy ji nahradila Ondřejská vlajka. Stará trikolóra se stala vlajkou občanských soudů v Ruském impériu. Symbolika barev státní vlajky Ruska byla podobná dnešní. Bílá symbolizovala svobodu, modrá Bohorodičku a červená absolutismus.
Jiné vysvětlení barev vlajky bylo následující:
- Bílá symbolizovala Bělorusko.
- Modrá symbolizovala dnešní území Ukrajiny (tzv. Malé Rusko, rusky: Малая Русь, Малоруссия; modrá barva se vyskytuje i na současné ukrajinské vlajce).
- Červená symbolizovala Velké Rusko.

### Vlajka Ruské republiky
Po únorové revoluci byla ustanovená Prozatímní vláda. Dne 1. září 1917 (podle juliánského kalendáře 14. září) v Rusku vyhlásili demokracii a vznikla republika.
Během revoluce se rozšířilo použití červené vlajky, ale jen na krátkou dobu. Od 25. dubna 1917 byla státní vlajkou Ruské republiky znovu ruská trikolóra, a to až do dubna roku 1918.

### Vlajka Sovětského Ruska
V roce 1918 byla oficiálně zavedená červená vlajka s iniciálami RSFSR. Po Říjnové revoluci roku 1917 komunisté zrušili všechny předcházející vlajky a místo nich zavedli červenou vlajku pro celý Sovětský svaz. Symbolika barev vlajky SSSR:
- Zlatý srp a kladivo symbolizovaly proletariát a rolníky.
- Červená hvězda se zlatým okrajem představovala jednotu sovětských národů.

Dne 9. ledna 1954 byla zavedena nová ruská vlajka. Šlo o vlajku SSSR doplněnou modrým pruhem.

### Vlajka Ruské federace
Opětovně byla ruská vlajka zavedena dne 22. srpna 1991, kdy ji schválil Nejvyšší Sovět RSFSR. Poprvé byla vztyčena na kupoli Senátního paláce Moskevského Kremlu 25. prosince 1991. V roce 1993 byl upraven poměr stran a odstín barev.

Vlajka Ruského impéria (1705–1883, 1896–1917) Poměr stran: 2:3
Vlajka Ruského impéria (1858–1896) Poměr stran: 2:3
Civilní vlajka Ruského impéria (1914–1917), během první světové války Poměr stran: 2:3
Vlajka RSFSR (1918–1937) Poměr stran: 1:2
Vlajka RSFSR (1937–1954) Poměr stran: 1:2
Vlajka RSFSR (1954–1991) Poměr stran: 1:2
Vlajka Ruské federace (1991–1993) Poměr stran: 1:2

## Den ruské vlajky
Den vlajky se v Rusku slaví 22. srpna. Svátek byl zaveden výnosem prezidenta Ruské federace Borisem Jelcinem č. 1714 20. srpna 1994 na počest neúspěšného pokusu o státní převrat v Sovětském svazu. Vlajku v tento den (v roce 1991) chválil Nejvyšší Sovět RSFSR. Svátek je pracovním dnem.

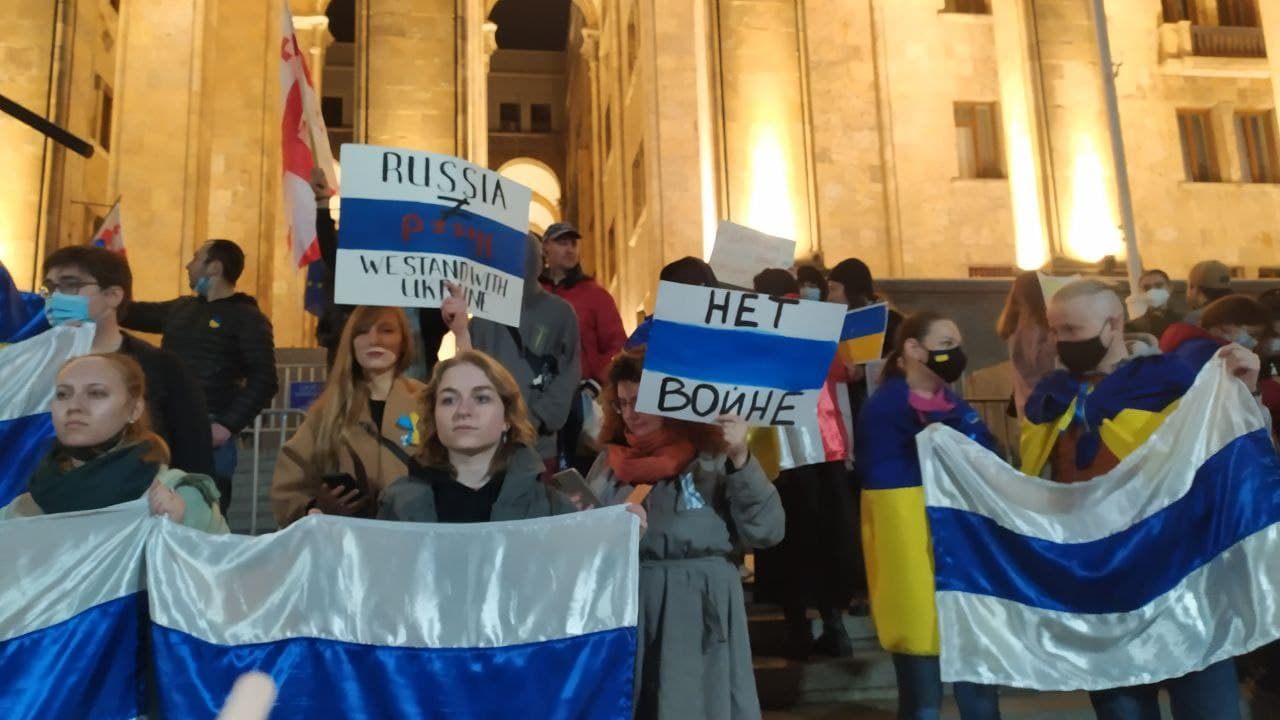
Bílo-modro-bílá vlajka při protestu v gruzínském Tbilisi, 2. března 2022

## Bílo-modro-bílá vlajka
V roce 2022 vznikl na protest proti ruské invazi na Ukrajinu symbol bílo-modro-bílé vlajky. Vlajka byla poprvé zmíněna na Twitteru 28. února 2022, poté se rozšířila mezi ruské opoziční síly, jejichž příznivci jí používají při demonstracích. Vzhled vlajky byl inspirován symboly státního období Velikého Novgorodu. Bílo-modro-bílá vlajka se podobá vlajce Běloruské lidové republiky, která je symbolem boje Bělorusů za svobodu a demokracii. Chybějící červený pruh na vlajce Ruské federace vyjadřuje protest proti kultu války, vojenské expanzi a symbolizuje novou stránku ruských dějin, kde není místo pro autokracii, militarismus, násilí a krev.

## Další vlajky
Ruský prezident užívá vlajku o poměru stran 1:1 s třepením, na moři vlajku o poměru stran 2:3 bez třepení.

Vlajka ruského prezidenta Poměr stran: 1:1
Vlajka ruského prezidenta (varianta bez třepení) Poměr stran: 1:1
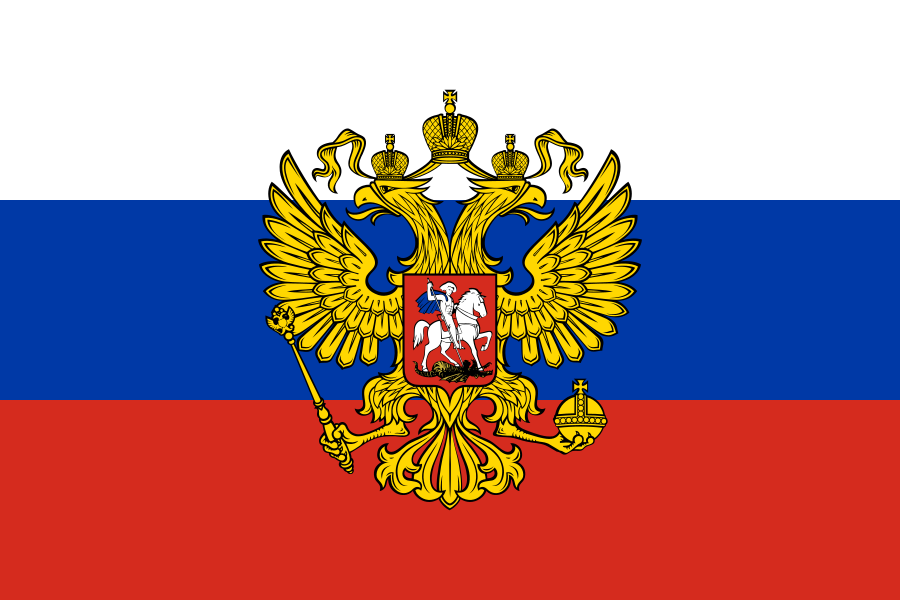
Vlajka ruského prezidenta na moři Poměr stran: 2:3
Ruská lodní vlajka (Naval Jack) Poměr stran: 2:3